# Académie des sciences d'utilité publique d'Erfurt
L'Académie des sciences d'utilité publique d'Erfurt est une institution scientifique à Erfurt depuis 1754.

## Histoire

### Fondation et premier âge d'or

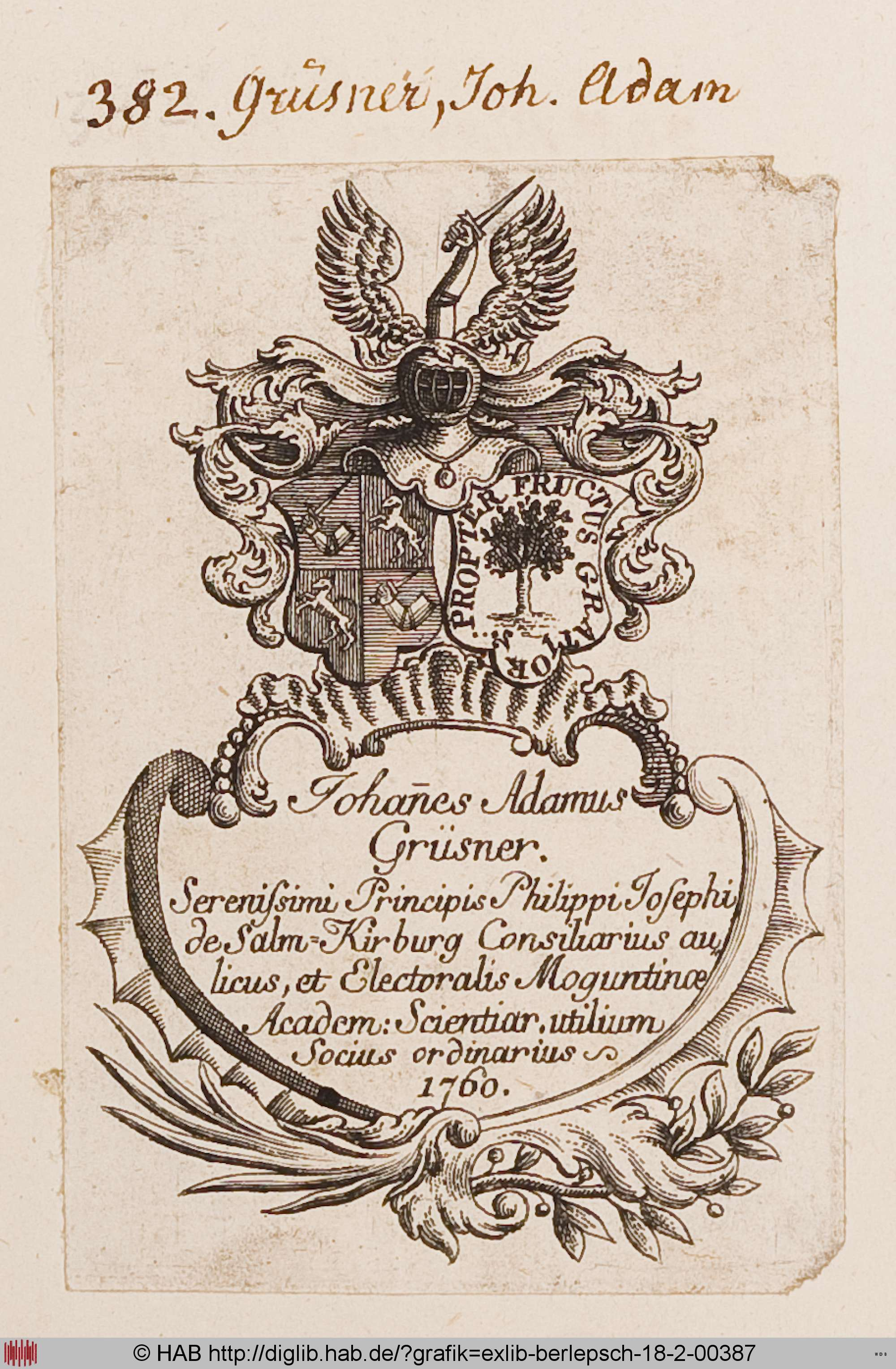
Ex-libris de Hofrat Johann Adam Grüsner avec armoiries et devise de l'Académie, 1760

Une académie des sciences basée sur le modèle parisien devait être fondée à Erfurt même sous le mandat de l'élève de Leibniz et gouverneur d'Erfurt (1702 à 1717), le comte impérial Philipp Wilhelm von Boineburg (de). Mais cela n'a pas pu être réalisé du vivant de Boineburg.
Entre 1736 et 1745, le professeur de l'université d'Erfurt Andreas Elias Büchner réussit à faire venir à Erfurt le siège de l'Académie allemande des sciences, fondée à Schweinfurt en 1652 et aujourd'hui basée à Halle. Leur bibliothèque et leurs collections sont restées à Erfurt jusqu'en 1805. Ce n'est que le 19 juillet 1754, lorsque le souverain électeur, l'archevêque de Mayence Johann Friedrich von Ostein (1743-1763), remet l'acte de fondation de la Société électorale-Mayençaise ou Académie des sciences utiles d'Erfurt, ce qui marque la naissance de l'actuelle Académie des sciences d'utilité publique à Erfurt. Son premier protecteur spécial est le doyen de la cathédrale de Mayence, Johann Franz Jakob Anton von Hoheneck (de) (1686-1758), qui s'occupe de la construction au nom du souverain.
Ainsi, l'Académie des sciences d'utilité publique d'Erfurt est la troisième plus ancienne du genre dans le Saint-Empire après la Société des sciences électorales de Brandebourg à Berlin, fondée en 1700, et l'Académie de Göttingen, fondée en 1751.
Le premier secrétaire de l'académie nouvellement fondée est le professeur d'université d'Erfurt Johann Wilhelm Baumer (de). Après que Baumer ait quitté Erfurt en 1765, son travail scientifique s'estompe. Ce n'est qu'à l'initiative du gouverneur électoral éclairé de Mayence à Erfurt, le baron Charles-Théodore de Dalberg, que l'académie connaît un deuxième apogée lorsqu'il est nommé protecteur spécial en 1775.

### Après 1918
Avec la République de Weimar en 1919, une réorientation fondamentale s'impose. La relation régionale précédente est intensifiée par la fondation d'un département de recherche sur la patrie d'Erfurt (1926) et d'un autre département d'économie et d'administration en Allemagne centrale avec une société économique associée (1929). De plus, un département spécial pour les sciences de l'éducation et les études sur la jeunesse (1926) réussit pour la première fois à retrouver son profil propre. Parallèlement, l'Académie intensifie et différencie ses activités de publication et son travail de relations publiques, conçu pour avoir un large impact. À cela s'ajoutent ses activités politiques locales, qui conduisent à la fondation du centre d'éducation des adultes d'Erfurt en 1919 et à la création d'une académie pédagogique à Erfurt en 1929.
Mais l'arrivée au pouvoir du national-socialisme en 1933 y mit fin. Avec la réorganisation socialiste dans la région de l'Allemagne centrale, l'Académie des sciences d'Erfurt doit finalement cesser ses travaux en 1947/49 et entrer dans une longue phase de repos, pendant laquelle seuls les membres du Sénat vivant désormais en Allemagne de l'Ouest/RFA peuvent enregistrer des activités occasionnelles. Mais bientôt, à Erfurt même, un petit cercle se remet à travailler sur l'histoire de l'Académie.
À la demande des membres de l'Académie encore en vie et à l'initiative de quelques membres de l'Académie de médecine d'Erfurt, créée en 1954, ainsi que des instituts de recherche d'Iéna-Beutenberg (de) et de l'Université d'Iéna, des scientifiques d'Erfurt et d'Iéna se sont réunis le 9 février 1990 pour décider de la réouverture de l'"Académie des sciences d'utilité publique d'Erfurt". Avec la réouverture de l'académie, la classe des sciences mathématiques et naturelles (MNK) et la classe des sciences humaines (GK), dont l'historien des sciences et de la médecine Jürgen Kiefer est l'un des premiers membres en tant que secrétaire (secrétaire général à partir de 2000) , peuvent également poursuivre leurs travaux. Ils forment l'Académie générale sur un pied d'égalité et ont chacun un vice-président. Le 26 septembre 1990, les membres de la MNK et le 31 octobre 1990 ceux de la GK se réunissent pour la première fois dans la "masion Dacheröden" à Erfurt, si étroitement liée à l'histoire de l'Académie, et fondent ainsi les réunions de classe de l'Académie qui ont à nouveau lieu régulièrement en public depuis 1991. Contrairement à ce qui se passait auparavant et contrairement aux cercles d'adjoints habituels depuis 1819 (Erfurt la prussienne et les deux villes de résidence de Wettin, Gotha et Weimar), la Société d'Erfurt choisit désormais ses membres ordinaires dans toute la Thuringe et ses membres extérieurs dans les autres États allemands et à l'étranger. En outre, la Société nomme les savants et anciens membres Günther Franz, Stuttgart ; Paul Hartig (de), Berlin; Albert Reble (de), Wurtzbourg, et le sénateur honoraire Hans Tümmler (de), Essen, sont nommés les premiers membres honoraires pour leurs services spéciaux à l'Académie des sciences d'utilité publique d'Erfurt.
Depuis 2004, l'Académie décerne le prix Paul-J.-Scheuer (de) de biotechnologie moléculaire et chimique marine, du nom du chimiste Paul J. Scheuer (de) (1915–2003).
Le 12 décembre 2018, le secrétaire général, le privat-docent Jürgen Kiefer, décède. Il dirigeait depuis 1994 l'Institut d'histoire de la médecine à l'Université Friedrich Schiller d'Iéna.

### Noms de l'académie
- 1754 : Académie électorale mayençaise des sciences utiles (également appelée Academia Electoralis Moguntina Scientiarum)
- 1802 à 1806 : Académie des sciences utiles (également appelé Académie des sciences)
- 1814 : Académie royale prussienne des sciences utiles à Erfurt
- 1819 : Académie royale des sciences d'utilité publique d'Erfurt
- 1918 : Académie des sciences d'utilité publique à Erfurt

### Présidents de l'Académie
(avec leur mandat)
1. 1754–1763 Johann Daniel Christoph von Lincker und Lützenwick (de) (1708–1771), directeur de chambre
2. 1763–1783 Hieronymus Friedrich Schorch (1692–1783), juriste
3. vers 1785/1792–1809 Karl Friedrich von Dacheröden (de) (1732–1809), président de chambre
4. 1816-1817 Christoph von Keller (1757-1827), président du district d'Erfurt, ministre d'État prussien
5. 1829–1848 Karl Albert von Kamptz (1769–1849), ministre d'État prussien
6. 1850–1873 Adalbert de Prusse (1811–1873), officier de marine prussien
7. 1874–1902 Georges de Prusse (1826–1902), général et écrivain prussien
8. 1903-1906 Albert de Prusse (1837-1906), régent du duché de Brunswick
9. 1907-1908 Frédéric-Henri de Prusse (1874-1940), officier prussien
10. 1909–1925 Friedrich-Guillaume de Prusse (1880–1925), prince prussien
11. 1930–1949 Johannes Biereye (1860–1949), professeur de lycée
12. 1991–2010 Werner Köhler (1929–2021), professeur d'université, médecin, puis président d'honneur[4]
13. depuis 2010 Klaus Manger (de) (né en 1944), professeur d'université de littérature allemande

## Activité de l'académie

### Cours de sciences humaines
Commission d'histoire de l'enseignement supérieur et des sciences
La commission supervise les projets suivants :
- Commission de projet Histoire de l'Académie des sciences d'utilité publique d'Erfurt
- Commission de projet pour l'histoire universitaire et scientifique de Thuringe
- Comité de projet Thuringe Biographie (repos)
- Commission de projet Relations scientifiques européennes

Commission Culture Hospitalière
Elle supervise l'histoire du projet des hôpitaux de Thuringe des débuts à la fin de l'Ancien Empire.
Commission Médiévistique
Elle mène des recherches sur les études médiévales, en particulier sur Maître Eckhart et l'Amploniana (de) d'Erfurt.
Commission d'études classiques
La commission supervise les projets suivants :
- Comité de projet Histoire de l'archéologie au XVIIIe siècle
- Commission de projet pour la coopération germano-grecque dans la préservation des monuments, la topographie et la recherche sur la construction
- Comité de projet L'homme et l'espace dans l'Antiquité. textes et trouvailles
- Commission de projet sur l'histoire des études classiques en RDA

Commission d'études sur l'humanisme
Commande Édition Dalberg
Commande pour l'édition de l'intégralité de la succession imprimée et non imprimée de Charles-Théodore de Dalberg (1744–1817)

### Cours de mathématiques et sciences
Commission des questions environnementales spéciales
La commission supervise les projets suivants :
- Comité de projet « Symposium Homme-Environnement »
- Commission de projet "Problèmes d'empoisonnement dans la région de Thuringe à partir du XVIIe siècle à nos jours"
- Commission projet «substances humiques»
- Comité de projet "Evaluation des produits chimiques, biomatériaux et matériaux environnementaux au regard de leur compatibilité potentielle avec la peau et les muqueuses"

Commission Évolution Moléculaire

## Membres honoraires (actuels)
- Jan Assmann, égyptologue allemand
- Herbert Kroemer, physicien allemand et lauréat du prix Nobel

## Membres importants
- Gustav Aubin (de) (1881–1938)
- Friedrich Albrecht Augusti (de) (1691–1782)
- Jöns Jakob Berzelius (1779–1848)
- Otto von Bismarck (1815–1898)
- Gebhard Leberecht von Blücher (1742–1819)
- Wilhelm Heinrich Sebastian Bucholz (de) (1734–1798)
- Ernst Florens Friedrich Chladni (1756–1827)
- Wilhelm Dörpfeld (1853–1940)
- Johann Georg Eck (de) (1745–1808)
- Hans Ellenberg (de) (1877–1949)
- Rudolf Christoph Eucken (1846–1926)
- Paul Johann Anselm von Feuerbach (1775–1833)
- Joseph Louis Gay-Lussac (1778–1850)
- August Wilhelm Antonius Neithart von Gneisenau (1760–1831)
- Johann Wolfgang von Goethe (1749–1832)
- Johann Christian Gotthard (de) (1760–1813)
- Johann Christoph Gottsched (1700–1766)
- Jacob Grimm (1785–1863)
- Philipp Matthäus Hahn (1739–1790)
- Karl August von Hardenberg (1750–1822)
- Sir Friedrich Wilhelm Herschel (1738–1822)
- Heinrich Heß (de) (1844–1927)
- Christian Gottlob Heyne (1729–1812)
- Christoph Wilhelm Hufeland (1762–1836)
- Walter Hoffmann (de) (1891–1972)
- Alexander von Humboldt (1769–1859)
- Wilhelm von Humboldt (1767–1835)
- Werner Jaeger (1888–1961)
- Jürgen Kiefer (1954–2018)
- Friedrich Leopold von Kircheisen (1749–1825)
- Christian Heinrich Gottlieb Köchy (de) (1769–1828)
- Julius Köstlin (de) (1826–1902)
- David Ferdinand Koreff (1783–1851)
- Kaspar Friedrich Lossius (de) (1753–1817)
- Johann Friedrich Mieg (de) (1744–1819)
- Johann Peter Joseph Monheim (de) (1786–1855)
- Placidus Muth (de) (1753–1821)
- Heinrich Wilhelm Olbers (1758–1840)
- Lambert Adolphe Jacques Quetelet (1796–1874)
- Carl Christian Rafn (1795–1864)
- Carl Robert (1850–1922)
- Johann Richard von Roth (de) (1749–1813)
- Christian Gotthilf Salzmann (1744–1811)
- Friedrich von Schiller (1759–1805)
- Christian Schreiber (de) (1781–1857)
- Heinrich Friedrich Karl vom Stein (1757–1831)
- Louis Jacques Thénard (1777–1857)
- Georg von Vega (1754–1802)
- Arthur Wellesley de Wellington (1769–1852)
- Christoph Martin Wieland (1733–1813)
- Ulrich von Wilamowitz-Moellendorff (1848–1931)
- Stephan Alexander Würdtwein (de) (1719–1796)